# Гайдаров, Мурад Зайрудинович
Мурад Зайрудинович Гайда́ров (бел. Мурад Зайрудинович Гайдараў; 13 февраля 1980, Хасавюрт, Дагестанская АССР, РСФСР, СССР) — российский, а затем белорусский борец вольного стиля. Заслуженный мастер спорта Республики Беларусь (2008).
Чемпион мира среди кадетов 1996 года в составе сборной России. С 2001 года представляет Белоруссию. В середине сентября 2012 года в финале Гран-при «Александр Медведь» в Минске одолел Хабиба Абдуллаева. Призёр чемпионатов мира и Европы, серебряный призёр Олимпийских игр в Пекине. Самый возрастной участник ЧМ-2019 в Нур-Султане.

## Личная жизнь
Родом из села Мехельта по национальности Аварец .